# Nszan Darbinian
Nszan Darbinian (ros. Ншан Дарбинян, orm. Նշան Դարբինյան, ur. 10 maja 1922 we wsi Lusagiuch w rejonie eczmiadzyńskim w Armeńskiej SRR, zm. 1 listopada 1996 w Eczmiadzynie) – radziecki wojskowy, starszy sierżant, Bohater Związku Radzieckiego (1945).

## Życiorys
Urodził się w ormiańskiej rodzinie chłopskiej. Skończył szkołę średnią, pracował jako traktorzysta w kołchozie, od lipca 1941 służył w Armii Czerwonej w zapasowym pułku szkolnym w Stalingradzie i w 10 Zapasowej Brygadzie Piechoty. Od sierpnia 1942 uczestniczył w wojnie z Niemcami na Froncie Stalingradzkim, potem Północno-Zachodnim i 1 Białoruskim w składzie 49 Gwardyjskiej Brygady Pancernej 12 Gwardyjskiego Korpusu Pancernego 2 Gwardyjskiej Armii Pancernej w stopniu starszego sierżanta. Był trzykrotnie ranny. Brał udział w bitwie pod Stalingradem, walkach o Starą Russę, w operacji brzesko-lubelskiej i wyzwalaniu Lublina, Dęblina i warszawskiej Pragi i walkach na przyczółku magnuszewskim, później w operacji wiślańsko-odrzańskiej, w tym wyzwalaniu Sochaczewa, Lubienia, Inowrocławia, walkach na Noteci i Odrze, operacji pomorskiej i berlińskiej. Szczególnie wyróżnił się podczas walk o Inowrocław 21 stycznia 1945 przy zajmowaniu stacji kolejowej, telegrafu, radiowęzła i lotniska wroga. Od 1945 należał do WKP(b), po wojnie uczył się w szkole partyjnej przy KC Komunistycznej Partii Armenii, pracował w rejonowym komitecie partyjnym w Eczmiadzynie.

## Odznaczenia
- Złota Gwiazda Bohatera Związku Radzieckiego (27 lutego 1945)
- Order Lenina (27 lutego 1945)
- Order Czerwonego Sztandaru (4 sierpnia 1944)
- Order Wojny Ojczyźnianej I klasy (11 marca 1985)
- Order Sławy III klasy (19 maja 1945)

I medale.